# El Borge
El Borge és un municipi d'Andalusia, a la província de Màlaga.

## Història
L'origen àrab de la població s'explica per l'etimologia del nom Al-Borg; però en realitat poc se sap de la història d'aquest municipi. Sí que se sap per les cròniques d'aquesta època que allí vivia una comunitat de moriscs que es van resistir durament a l'ocupació cristiana. Quan es va produir l'aixecament dels habitants de l'Axarquía, El Borge es va distingir com un focus de rebel·lia pels conquistadors. Els rebels van fugir a les Alpujarras ajudats pels seus companys de causa; i va ser el corregidor de Vélez-Màlaga, Álvaro de Zuazo qui va manar una guarnició al Borge per a acabar amb el grup de revoltats. Com personatge rellevant en relació amb El Borge, hem de citar a Ibn Albaitar ("el fill del veterinari"), famós botànic, que va introduir el cultiu del cítric en la vall del riu de Benamargosa, Almáchar i Borge, on se sap que va viure cert temps abans d'emigrar a Egipte, segons Gámez Burgos. Avui dia, existeix en el Terme Municipal del Borge un cortijo anomenat "Morabaite" o "Moro-Baita", en el qual es presumeix que va viure aquest famós personatge.
Del segle xvii era Martín Vázquez Pruna, nascut en aquest poble i que era considerat com un dels més prestigiosos teòlegs de la cort de Felip IV, arribant a ensenyar humanitats a algun dels seus membres. Les seves primeres reflexions tindrien com escenari l'església de La nostra Senyora del Rosari, obra del gòtic renaixentista de principis del XVI, a més va ser professor de Teologia al Sacromonte granadí i professor d'humanitats de Gaspar de Haro (futur virrei de Nàpols, protegit del Rei d'Espanya Felip IV). Va morir a Sevilla, sent arxiver major de la Catedral en l'any 1664.
Però el personatge més conegut era el bandoler El Bizco del Borge. I els alborguenys han utilitzat aquest fet per a revisar la seva història i utilitzar-la com estendard identificatiu del poble, actualment immers en un procés de diversificació de la seva economia on la vinya té un especial protagonisme. Són famosos els seus vins i els seus passos. Però també comença a ser puixant la indústria tèxtil i el turisme.